# Сімоне Буті
Сімоне Буті (італ. Simone Buti, нар. 19 вересня 1983) — італійський волейболіст, срібний призер Олімпійських ігор 2016 року.

## Виступи на Олімпіадах
| Олімпіада           | Дисципліна | Місце |
| ------------------- | ---------- | ----- |
| Ріо-де-Жанейро 2016 | волейбол   | 2     |